# Kazaam
Kazaam (bra/prt: Kazaam) é um filme estadunidense de 1996, do gênero comédia fantástico-musical, dirigido por Paul Michael Glaser e estrelado pelo basquetebolista Shaquille O'Neal na pele do gênio Kazaam.
O filme foi lançado em 17 de julho de 1996, arrecadando US$ 18,9 milhões com seu orçamento de US$ 20 milhões, tornando-se uma bomba nas bilheterias, e também foi muito mal avaliado pela crítica.

## Elenco
- Shaquille O'Neal - Kazaam
- Francis Capra - Maxwell "Max" Connor
- Ally Walker - Alice Connor
- James Acheson - Nick
- John Costelloe - Travis
- Marshall Manesh - Malik
- Fawn Reed - Asia Moon
- JoAnne Hart - Sra. Duke
- Da Brat - Da Brat

## Shazaam
Imagine se você acordasse esta manhã e a animação da Disney lançada e, 1998 chamada Vida de Inseto, não existisse. Depois de vasculhar incessantemente a Internet, você não encontraria nada, apesar de suas próprias memórias distintas de um bando de formigas fazendo travessuras selvagens na vegetação rasteira. Você se voltaria para seu melhor amigo, seu irmão, sua mãe e diria: “Ei, lembra de Vida de Inseto? Era sobre formigas”, e seu amigo/irmão/mãe virava para você e dizia: “Não, querido. Você está pensando em Formiguinhaz.

É assim que aqueles que acreditam no “filme do gênio de Sinbad” se sentem quando dizem que estão simplesmente ficando confusos sobre o Kazaam de Shaq. Filmes gêmeos – filmes notavelmente semelhantes lançados ao mesmo tempo – são relativamente comuns.— Amelia Tait 
Muitas pessoas se lembram erroneamente de um filme semelhante dos anos 1990, intitulado Shazaam, estrelado pelo comediante e ator Sinbad como um gênio. No entanto, tal filme nunca existiu, e é possível que as pessoas estejam se lembrando erroneamente de Kazaam como o filme mencionado. Sinbad negou ter estrelado Shazaam no Twitter. Uma teoria para a crença em Shazaam é que Sinbad usava uma fantasia de gênio ao apresentar o filme Sinbad e o Olho do Tigre de 1977 na TNT em 1994. Além disso, na década de 1960, a produtora Hanna-Barbera teve uma série animada sobre um gênio chamado Shazzan.
A primeira referência online ao Shazaam data de 2009, quando um usuário anônimo do Yahoo! Respostas. O usuário do fez uma postagem perguntando a outros usuários se eles se lembravam de um filme dos anos 1990 estrelado por Sinbad como um gênio, não tendo sucesso em encontrar outras pessoas que compartilhassem suas memórias. Incidentes isolados de usuários da Internet perguntando sobre o filme surgiriam nos próximos anos: em 2011, o usuário do Reddit /u/MJGSimple fez uma postagem perguntando aos usuários sobre o filme e lembrou que seu título era "Shazaam", embora não fossem certeza sobre seu título. Em 11 de agosto de 2015, Vice News publicou uma história discutindo os Berenstain Bears e sua relação com o Efeito Mandela, que ajudou a popularizar a comunidade Reddit r/MandelaEffect, onde os usuários se reuniram para discutir o Shazaam. Posteriormente, as discussões sobre o suposto filme de Sinbad ganharam destaque.
Como uma pegadinha do Dia da Mentira em 2017, CollegeHumor lançou um trailer de paródia em VHS de Shazaam, estrelado por Sinbad, no qual ele interpreta um gênio que é libertado de sua lâmpada por duas crianças, Rachael e James. Depois que imagens de Will Smith como o Gênio no remake live-action de 2019 do filme Aladdin de 1992 da Disney oram divulgadas, os usuários da Internet compararam sua aparência com a suposta aparência de Sinbad em Shazaam.